# Franz Joseph Pilgeram

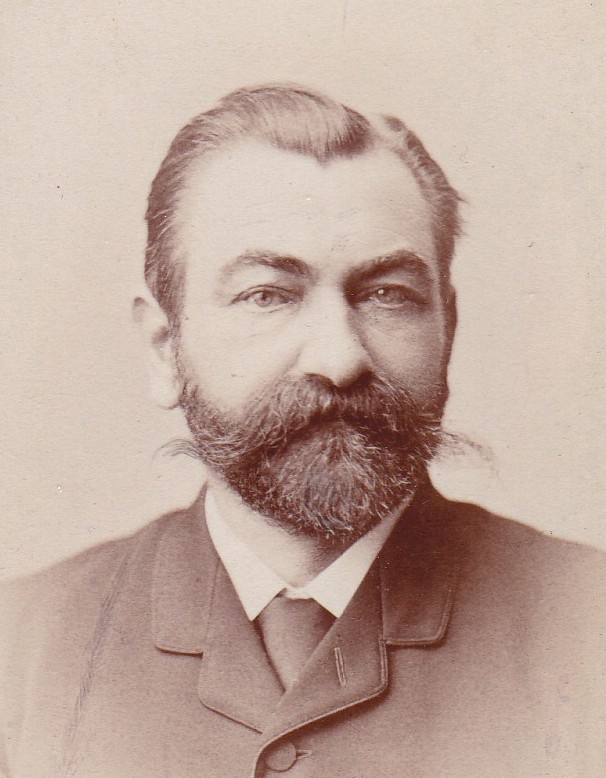
F.J. Pilgeram (1883)

Franz Joseph Pilgeram (* 20. März 1836 in Kirchheimbolanden; † 7. November 1894 in Mainz) war ein deutsch-englischer Kunstverleger, Stifter und erster Ehrenbürger der Stadt Kirchheimbolanden. Er war ein in Europa und den USA bekannter Händler von Gemälden bedeutender Maler und Kunstdruckverleger derselben in London.

## Leben & Wirken
Franz Joseph Pilgeram war das vierte von neun Kindern des Weinhändlers Franz Pilgeram und der Anna Maria geborene Brogino. Er ging nach der Volks- und Lateinschule in Kirchheimbolanden zu einem „Handelscurs“ an die technisch-landwirtschaftlichen Bildungsanstalten zu Kaiserslautern. Seine Lehre absolvierte er in Zweibrücken. Von 1853 bis 1856 lebte und arbeitete er in Paris.
Ab Februar 1856 arbeitete er in London bei Ernest Gambart (1814–1902), einem in Belgien geborenen englischen Kunstverleger- und Händler, anfänglich als „Sekretär“, eigentlich aber als Manager von Gambart und wurde bald Mittler zwischen dem Londoner Unternehmen und internationalen Geschäftspartnern. Ein New Yorker Ausstellungskatalog von 1866 benannte ihn als Sekretär eines Comitees, das unter Gambarts Führung eine Ausstellung englischer, französischer und flämischer Kunst vorbereitete sowie als Ansprechpartner vor Ort.
Nachdem Pilgeram und Gambart 14 Jahre erfolgreich zusammengearbeitet hatten, übergab der kinderlose Gambart die Firma im Jahr 1870 an Pilgeram und seinen Neffen Lefèvre. Seitdem firmierte das Unternehmen als „Pilgeram & Lefèvre“.
1871 erwarb Pilgeram die britische Staatsbürgerschaft. In den folgenden Jahren bis 1881 wurde weiterhin die Zusammenarbeit mit maßgeblichen Künstlern der Epoche vorangetrieben. Beispielhaft war die Zusammenarbeit mit Lawrence Alma-Tadema, dessen Gemälde, von Pilgeram & Lefèvre zur Umsetzung an den damals besten Kupferstecher der Epoche Léopold Lowenstam beauftragt, weit verbreitet wurden. Durch die hohen für die Drucke bezahlten Lizenzgebühren sicherte die Firma den Künstlern ein gehobenes Einkommen.

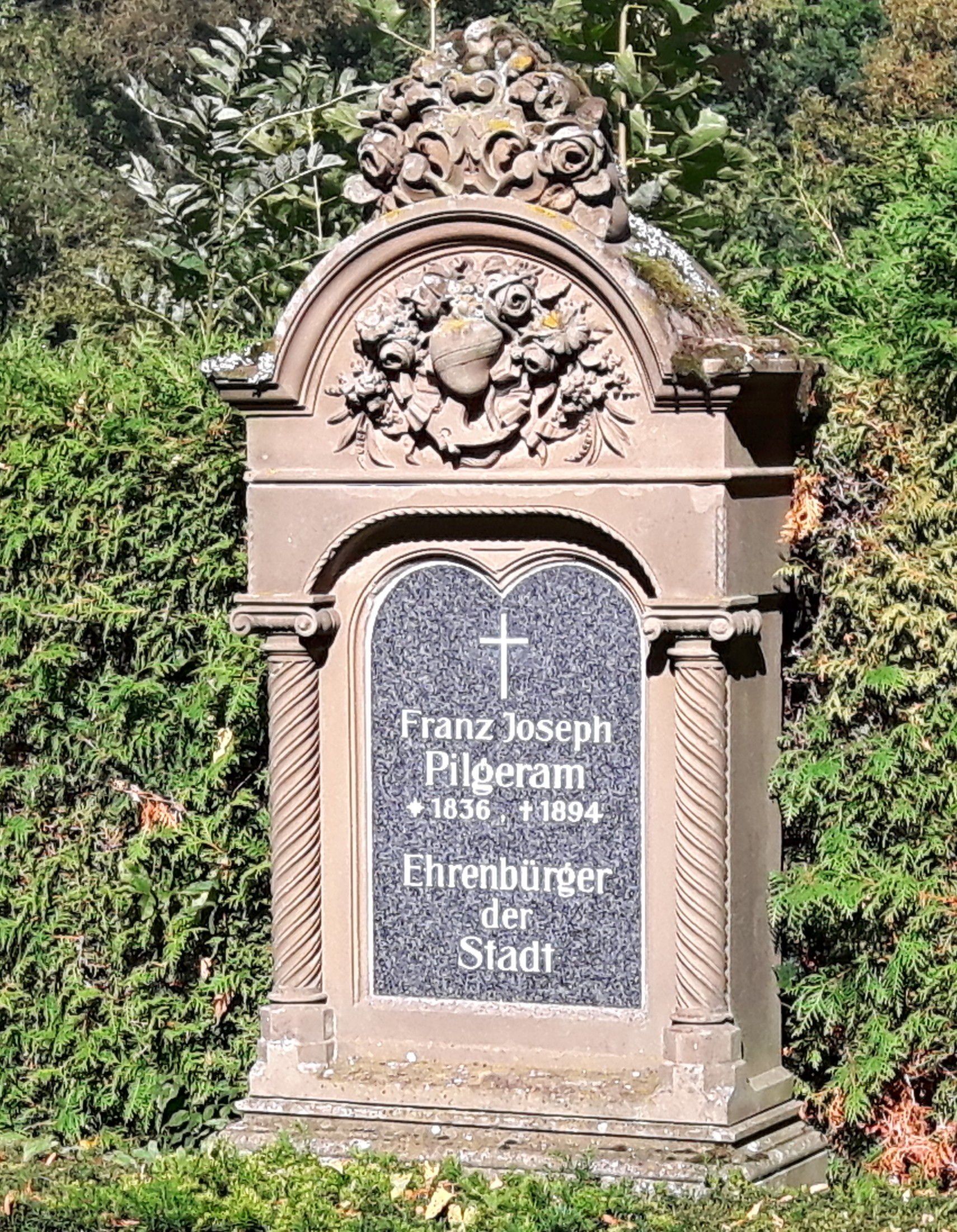
Grabstätte auf dem Friedhof Kirchheimbolanden

Pilgeram blieb bis 1881 in London. Seinen Lebensabend verbrachte er überwiegend in Mainz und trug zur Linderung der sozialen und kirchlichen Probleme seiner Heimatstadt auf vielfältige Weise bei. Er starb unverheiratet am 7. November 1894 nach langer schwerer Krankheit und wurde auf dem Friedhof in Kirchheimbolanden beigesetzt.

## Stifter und Mäzen
Pilgeram schenkte seiner Heimatstadt Gelände und Gebäude wie Kindergarten und eine Höhere Töchterschule. Er finanzierte das Schwesternheim des „Vereins für Krankenpflege durch barmherzige Schwestern“ größtenteils. Nachdem eine Kirchturmuhr durch einen Blitzschlag zerstört worden war, spendete er eine neue Uhr mit vergoldeten Ziffern und Zeigern sowie die 1500 kg schwerste und größte Kirchenglocke (Annaglocke) mit Seilen an die Kirchengemeinde. Pilgeram legte ein Konto bei einer Bank an, dessen Zinserträge für arme und kranke Bürger der Stadt verwendet wurden. Von jedem neuen Druck seines Verlags spendete er jeweils ein Exemplar an das Britische Museum. Die Städtische Galerie Mainz, heute Landesmuseum Mainz, erhielt von ihm 15 Kupferstiche.

## Ehrungen
Im Jahr 1891 wurde Pilgeram zum Ehrenbürger der Stadt Kirchheimbolanden ernannt als erster Bürger, der diese Auszeichnung erhielt. Seine Schenkung erhielt zu seinem Andenken den Namen Pilgeramstift. 1996 beschloss der Stadtrat von Kirchheimbolanden eine neue Straße auf dem Kupferberg „Pilgeramstraße“ zu nennen. Anlässlich der Freischärler-Gedenkfeier am 16. Juni 1997 wurde das irrtümlich aufgelassene und nun wieder hergerichtete Pilgeramgrab eingeweiht. Pilgeram erhielt einen Platz auf der Gedenktafel „Andenken an die Förderer der Gemälde Galerie“ des Landesmuseums Mainz. Die marmorne Tafel befindet sich direkt am Eingang des Museums.